# Кепилна (Алба)
Кепилна (рум. Căpâlna) — село у повіті Алба в Румунії. Входить до складу комуни Сесчорі.
Село розташоване на відстані 250 км на північний захід від Бухареста, 25 км на південь від Алба-Юлії, 103 км на південь від Клуж-Напоки.

## Населення
За даними перепису населення 2002 року у селі проживали 893 особи, з них 891 особа (99,8%) румунів. Рідною мовою 891 особа (99,8%) назвала румунську.